# Mikołaj Dobrocieski
Mikołaj Dobrocieski (ur. 1559 w Dobrocieszu, zm. 28 stycznia 1608 w Krakowie) – prawnik, rektor Akademii Krakowskiej, kanclerz i audytor kurii biskupiej w Krakowie.

## Życiorys
Studiował w Akademii Krakowskiej zostając w 1577 bakałarzem, a 1583 magistrem sztuk wyzwolonych. Ukończył studia prawnicze uwieńczone w 1585 doktoratem obojga praw i przyjął święcenia kapłańskie. Otrzymał prepozyturę kościoła św. Agnieszki w Krakowie oraz probostwo w Sieciechowicach, a 7 czerwca 1589 został proboszczem kościoła w Luborzycy. W 1594 został kanonikiem katedralnym, kanclerzem i audytorem kurii biskupiej w Krakowie. Towarzyszył kardynałowi Jerzemu Radziwiłłowi w wizytacjach diecezji w latach 1595–1599 i w podróży do Rzymu (1559–1600), a po jego śmierci był organizatorem pogrzebu w Rzymie i wykonawcą testamentu. Uporządkował archiwum kapituły katedralnej na Wawelu, był też delegatem na trybunały koronne, sejmy, synody. Jako profesor i rektor Akademii Krakowskiej wybierany na ten urząd aż siedmiokrotnie w latach 1589–1604. Należał do przeciwników jezuitów na synodzie piotrkowskim w 1589, wystąpił przeciw zarządzeniom prymasa Stanisława Karnkowskiego i doprowadził dzięki staraniom na sejmikach do unieważnienia uchwały synodu o powierzeniu jezuitom niektórych katedr filozoficznych i teologicznych. W 1603 przeprowadził częściową reformę programu nauczania i statutów uniwersyteckich. Dobrocieski opublikował odpowiedź na kazanie Piotra Skargi o dziesięcinach wygłoszone w katedrze wawelskiej.